# Эрика Кейн
Эрика Кейн (англ. Erica Kane) — персонаж длительной американской дневной мыльной оперы «Все мои дети». Роль Эрики исполнила актриса Сьюзан Луччи начиная с 16 января 1970 года и вплоть до финала шоу на ABC 23 сентября 2011 года. Эрика считается самым популярным и известным персонажем в истории мыльных опер, а журнал TV Guide называет её однозначно самым известным персонажем мыльных опер.
Эрика Кейн была создана Агнес Никсон и впервые появилась на экране 16 января 1970 года, спустя пару недель после старта сериала. Роль досталась тогда начинающей актрисе Сьюзан Луччи, так как Никсон хотела поставить в центр сюжета молодую героиню. Луччи имела нестандартную внешность — смуглую кожу, тёмные волосы и глаза, что ограничивало её спектр ролей и практически не встречалось на телевидении. Эрика в итоге дебютировала в десятом эпизоде шоу и сразу была охарактеризована как эгоцентричная и надменная девушка.
Когда Эрика впервые появилась на экране, она была исключительно отрицательным персонажем, однако спустя некоторое время она трансформировалась в «Героиню-стерву», которая все ещё совершала плохие поступки, но аудитория её любила и болела за её успех. Персонаж позже характеризовался как героиня, которую любят ненавидеть, а сюжетные линии вследствие этого строились вокруг смелых для того времени тем, таких как сексуальная агрессия с мужчинами и манипулирование ими. Одной из определяющих её характер черт является крайне эгоистичная точка зрения на вещи, и творческий подход к жизни. Эрика хорошо известна благодаря своим бесчисленным отношениям. Она была замужем в общей сложности одиннадцать раз и имела десятки любовных связей, а в последние годы встречалась с мужчиной вдвое моложе неё. За четыре десятилетия Эрика сменила множество архетипов, тогда как раньше персонажи в мыльных операх обычно были одномерными, и либо героями, либо злодеями. Эрика, в целом, хорошо известна как «Стерва-богиня» — новый архетип, появившийся благодаря её популярности.
Эрике посвящено три песни, наиболее известная из них была записана певицей Алией для её посмертно выпущенного альбома I Care 4 U. В 1998 и 1999 году Mattel выпустили две куклы в виде Эрики. В 2013 году TV Guide включил персонажа в свой список «Величайших злодеев всех времен». Также в 2013 году сюжет с абортом молодой модели Эрики в 1973 году был помещен на седьмое место в списке «Шестидесяти величайших моментов в истории мыльных опер».
На протяжении многих лет внимание зрителей и прессы привлекало рекордное количество номинаций Сьюзан Луччи на Дневную премию «Эмми» за лучшую женскую роль в драматическом сериале без побед. С 1978 по 1998 год она почти ежегодно выдвигалась на премию, но всегда проигрывала, а её реакции на поражения, такие как слезы в прямом эфире и убегания с церемоний становились популярными темами в таблоидах. Эти моменты были предметом шуток и пародий в различных комедийных шоу, и даже сама Луччи пародировала себя в Saturday Night Live. В 1999 году, после девятнадцати номинаций, она наконец выиграла награду и получила двухминутную овацию аудитории в прямом эфире. Позже актриса ещё дважды номинировалась на «Эмми» — в 2001 и 2002 годах.